# Saturday (nhóm nhạc)
 Saturday (세러데이; cách điệu: SATURDAY) là một nhóm nhạc nữ Hàn Quốc được thành lập bởi SD Entertainment vào năm 2018. Nhóm ra mắt vào ngày 18 tháng 7 năm 2018, với MMook JJi BBa.

## Thành viên
Thành viên hiện tại
- Haneul (하늘)
- Juyeon (주연)
- Yuki (유키)
- Ayeon (아연)
- Minseo (민서)

Thành viên cũ
- Chaewon (채원)
- Chohee (초희)
- Sion (시온)
- Sunha (선하)

## Danh sách đĩa nhạc
| Tiêu đề                | Thông tin album                                                                                             | Thứ hạng cao nhất | Doanh số     |
| Tiêu đề                | Thông tin album                                                                                             | KOR               | Doanh số     |
| ---------------------- | --- | ----------------- | ------------ |
| MMook JJi BBa (묵찌빠) | - Released: ngày 18 tháng 7 năm 2018 - Label: SD Entertainment, Genie Music - Formats: CD, digital download | —                 | —            |
| Follow Saturday        | - Released: ngày 13 tháng 2 năm 2019 - Label: SD Entertainment, Kakao M - Formats: CD, digital download     | —                 | —            |
| IKYK                   | - Released: ngày 19 tháng 9 năm 2019 - Label: SD Entertainment, YG Plus - Formats: CD, digital download     | 31                | - KOR: 1,797 |
| D.B.D.B.DIB            | - Released: ngày 3 tháng 8 năm 2020 - Label: SD Entertainment - Formats: CD, digital download               | 26                |              |

| Tiêu đề                                                                      | Năm  | Thứ hạng cao nhất | Doanh số | Album                  |
| Tiêu đề                                                                      | Năm  | KOR               | Doanh số | Album                  |
| ---------------------------------------------------------------------------- | ---- | ----------------- | -------- | ---------------------- |
| "MMook JJi BBa" (묵찌빠)                                                     | 2018 | —                 | —        | MMook JJi BBa (묵찌빠) |
| "In Your Eyes"                                                               | 2018 | —                 | —        | To Sunday Christmas    |
| "WiFi" (와이파이)                                                            | 2019 | —                 | —        | Follow Saturday        |
| "Gwiyomi Song (Saturday)" (귀요미송 (세러데이))                              | 2019 | —                 | —        | To Sunday Gwiyomi      |
| "BByong" (뿅)                                                                | 2019 | —                 | —        | IKYK                   |
| "D.B.D.B.DIB"                                                                | 2020 | TBA               | —        | D.B.D.B.DIB            |
| "—" denotes releases that did not chart or were not released in that region. |      |                   |          |                        |